# تاکاشی سکی
تاکاشی سکی (انگلیسی: Takashi Seki؛ زادهٔ ۵ ژوئن ۱۹۷۸) بازیکن فوتبال اهل ژاپن است.
از باشگاه‌هایی که در آن بازی کرده‌است می‌توان به باشگاه فوتبال توکیو وردی اشاره کرد.